# AEG-Werk Brunnenstraße

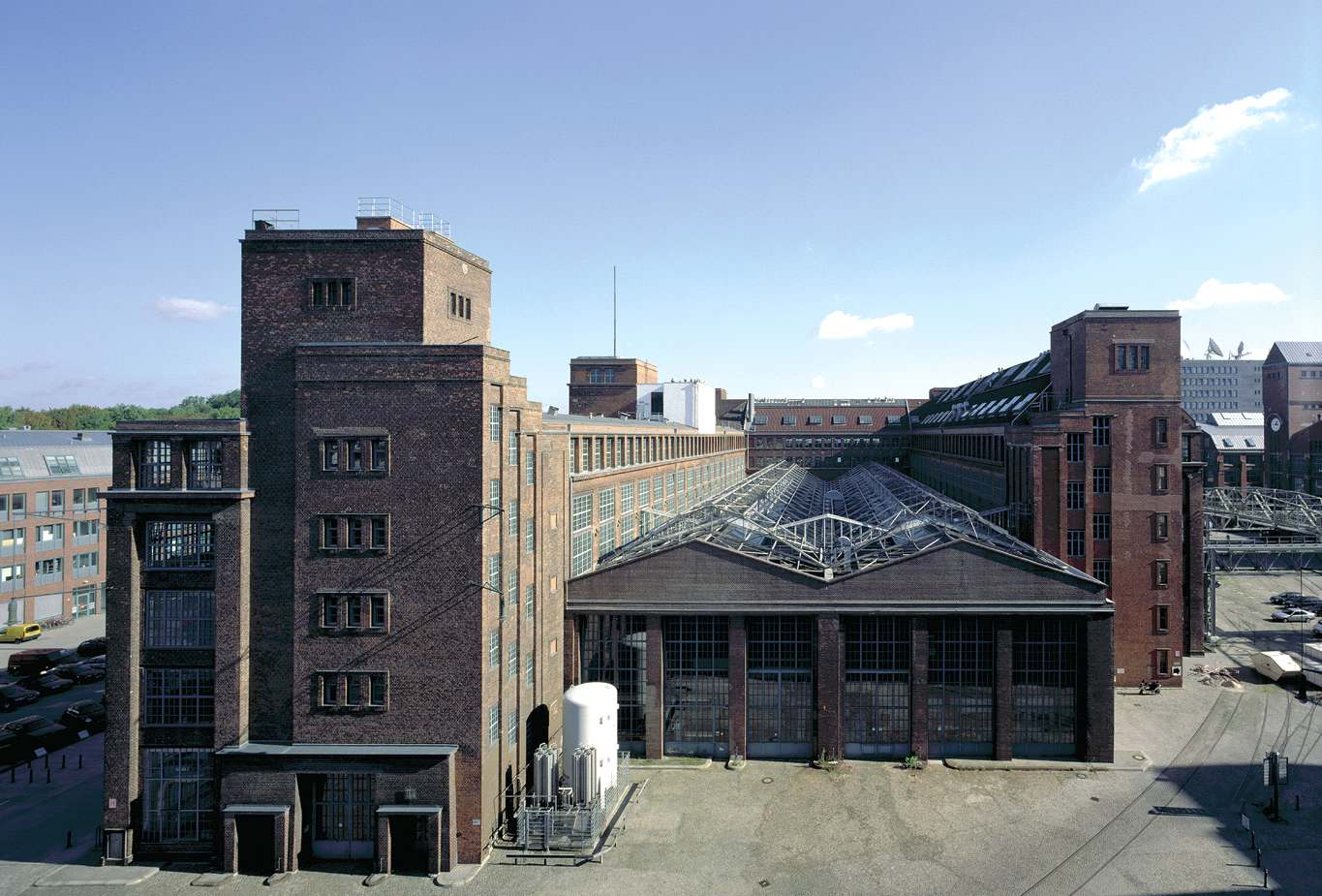
Ansicht Hof des ehemaligen AEG-Werkes Brunnenstraße. In diesem Teil heute das Fraunhofer-Institut IZM.

Die Fabriken des AEG-Werks Brunnenstraße (AEG-Fabriken Brunnenstraße) im Berliner Ortsteil Gesundbrunnen waren ein großer Standort der Allgemeine Elektricitäts-Gesellschaft (AEG) und sind heute als Baudenkmal ein Zeugnis Berliner gründerzeitlicher Industriekultur. Die AEG kaufte den Block zwischen Hussitenstraße und Brunnenstraße südlich des Humboldthains 1894 und errichtete in folgenden Jahrzehnten ein Werk mit mehreren Einzelfabriken. „Der größte und bedeutendste Industriestandort der Berliner Innenstadt war ein Ausgangspunkt für die Entwicklung der Elektroindustrie.“

## Geschichte
Die AEG ging hervor aus der Edison-Gesellschaft von Emil Rathenau. Aus dem Unternehmen wurde 1888 die AEG. Zu einem der ersten Standorte der wachsenden AEG gehörte der Block Ackerstraße 76, auf dem zuvor Wilhelm Wedding die Weddingsche Maschinenfabrik betrieben hatte. Weiteres Wachstum war auf dem Gelände des ehemaligen Berliner Viehmarkts zwischen Hussiten- und Brunnenstraße möglich. Ab 1894 pachtet und kauft die Allgemeine Elektricitäts-Gesellschaft Stück für Stück das von der Berliner Lagerhof Gesellschaft. Der Platz dient dem kommenden Werk Brunnenstraße. Es folgten weitere bedeutende Werke in Ober-Schöneweide und Hennigsdorf.

### Wachstum des Werkes

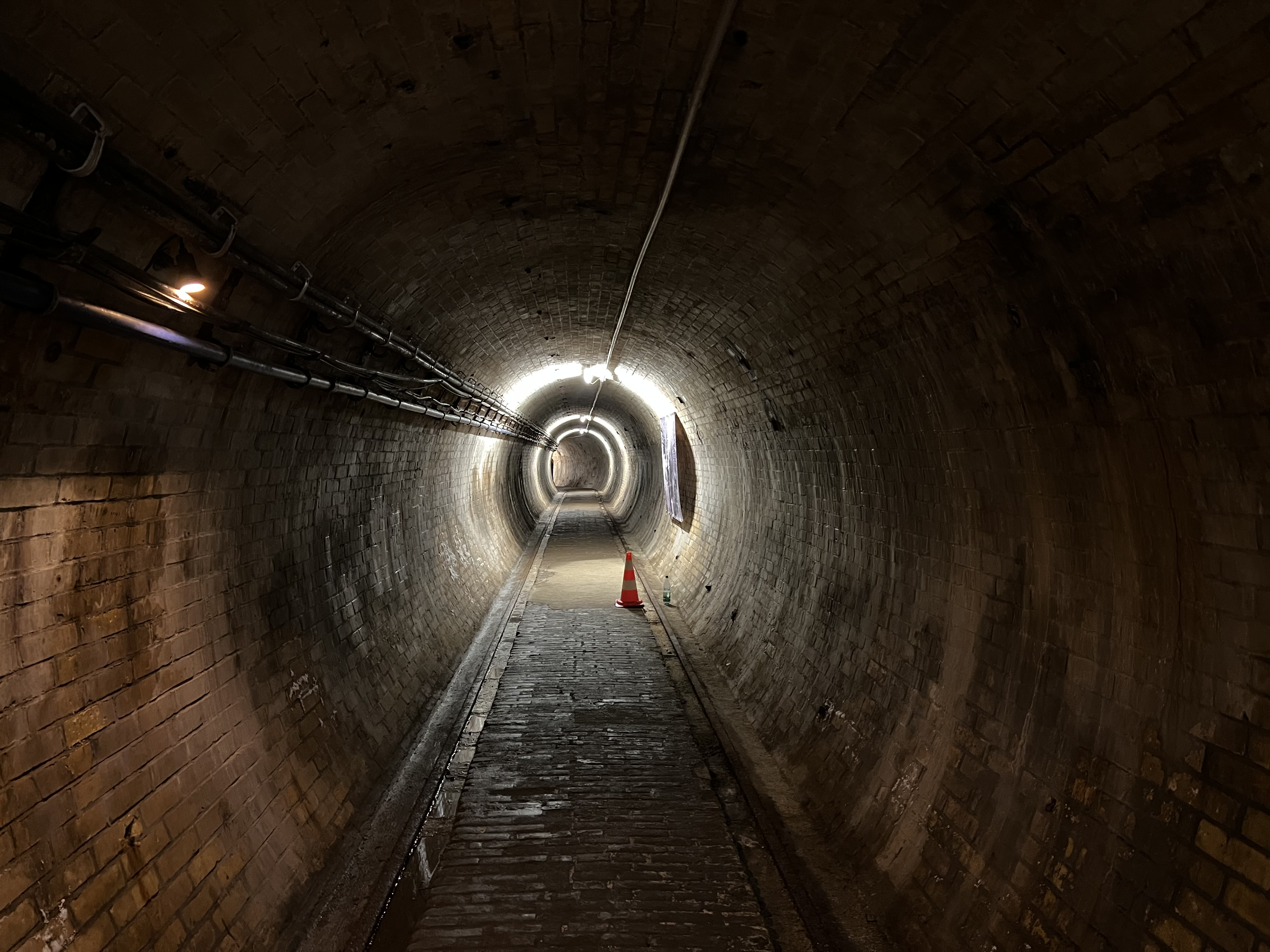
Bahntunnel unter dem Fabrikgelände

Eines der ersten Fabrikgebäude war die Großmaschinenfabrik. Weil zu diesem Zeitpunkt noch Miethäuser auf den der Straße zugewandten Blockrändern standen, begann die Industriebebauung vom Zentrum des Grundstücks aus. Das später Großmaschinenfabrik I genannte Gebäude war eine große sechzehnschiffige Halle, die von 1895 bis 1896 als Stahlskelettbau von Paul Tropp entworfen wurde. Der Weg durch das von Franz Schwechten entworfene Beamtentor an der Brunnenstraße führte direkt auf diese Fabrik zu. Die alte Großmaschinenfabrik I wurde 1984 abgerissen.
Da eine Schienenverbindung zum Apparatewerk an der Ackerstraße nicht existierte, wurde zusätzlich von 1895 bis 1897 zwischen den beiden Grundstücken eine Untergrundbahn in einem eigens dafür gebauten Tunnel von 270 Metern Länge in Betrieb genommen, Mit seinen beiden oberirdisch angelegten Endstationen diente die Bahn nur dem innerbetrieblichen Personen- und Lastverkehr. Ausgeführt wurde der Tunnelbau unter der Leitung von C. Schwebel und Wilhelm Lauter, die ebenfalls den Spreetunnel Stralau für eine Straßenbahn-Linie planten.
Über ein am westlichen Rand des Humboldthaines zum Bahnhof Gesundbrunnen führendes Anschlussgleis war das Areal an das Eisenbahnnetz angebunden. Im Werksgelände selbst bestand ein dichtes Netz an Gleisen, Weichen und Drehscheiben.
1896/97 wurde eine Lokomotivfabrik gebaut.

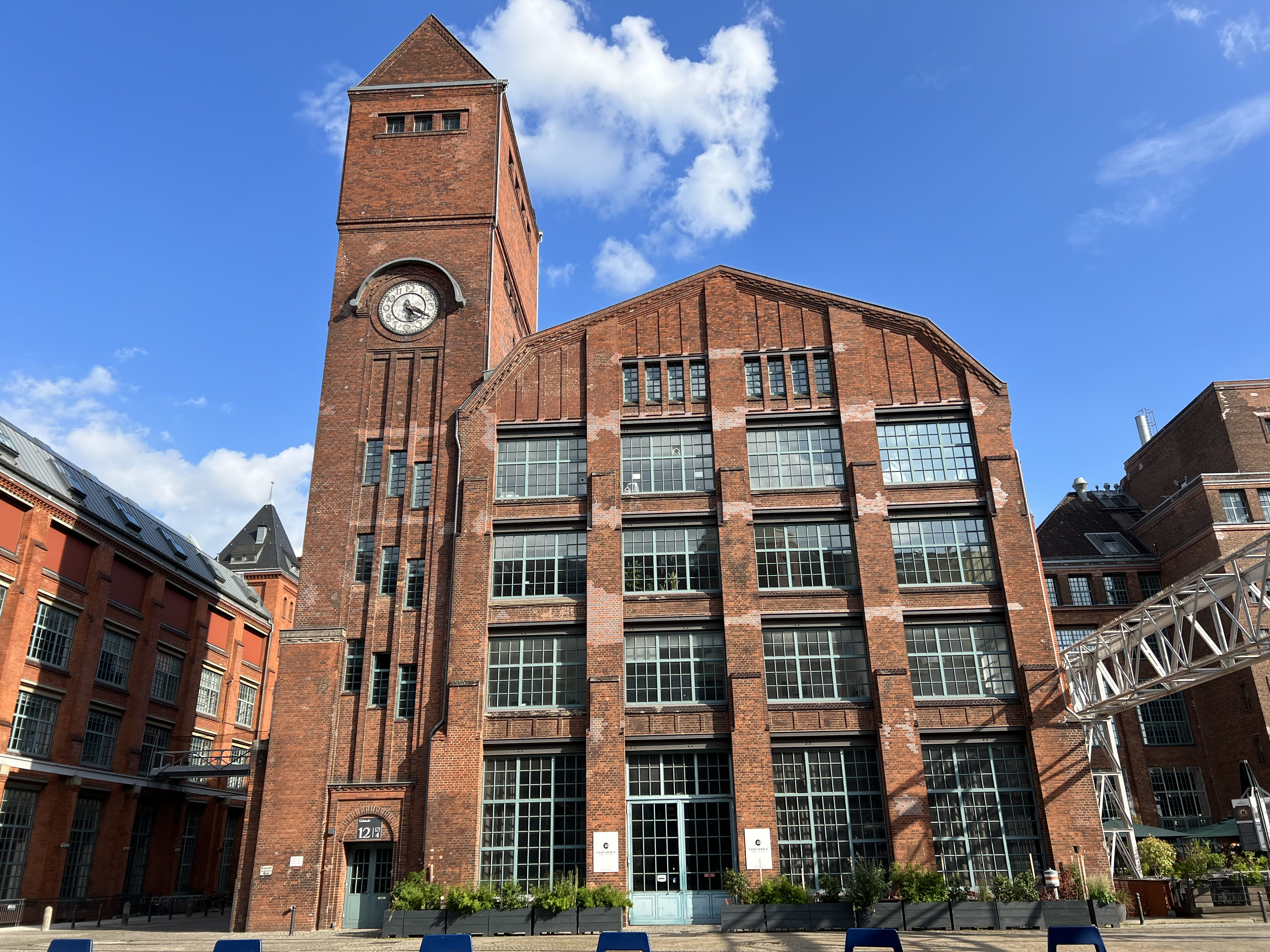
Alte Fabrik für Bahnmaterial mit Uhrturm, Foto: 2023

Erhalten ist die alte Fabrik für Bahnmaterial, die von 1906 bis 1909 nach einem Entwurf von Johannes Kraaz gebaut wurde.
1909/10 wurde die von Peter Behrens entworfene Hochspannungsfabrik gebaut. Sichtbar wird an ihr das architektonische Bestreben, „eine funktionsgerechte und ausdrucksstarke Industriebaukunst zu schaffen, die ohne historisierenden Dekor auskommt“. Ab 1921 verlegte der Konzern die Produktion von Transformatoren in das Transformatorenwerk Oberspree (TRO) nach Oberschöneweide, dem nun größten Berlin AEG-Standort, wo bereits das Kabelwerk Oberspree (KWO), das Werk der AEG-Tochter NAG sowie das AEG-Kraftwerk Oberspree angesiedelt worden waren. Das Gebäude an der Brunnenstraße wurde nun als Widerstandfabrik genutzt. Nach dem Zweiten Weltkrieg zog die Bahnfabrik ein.

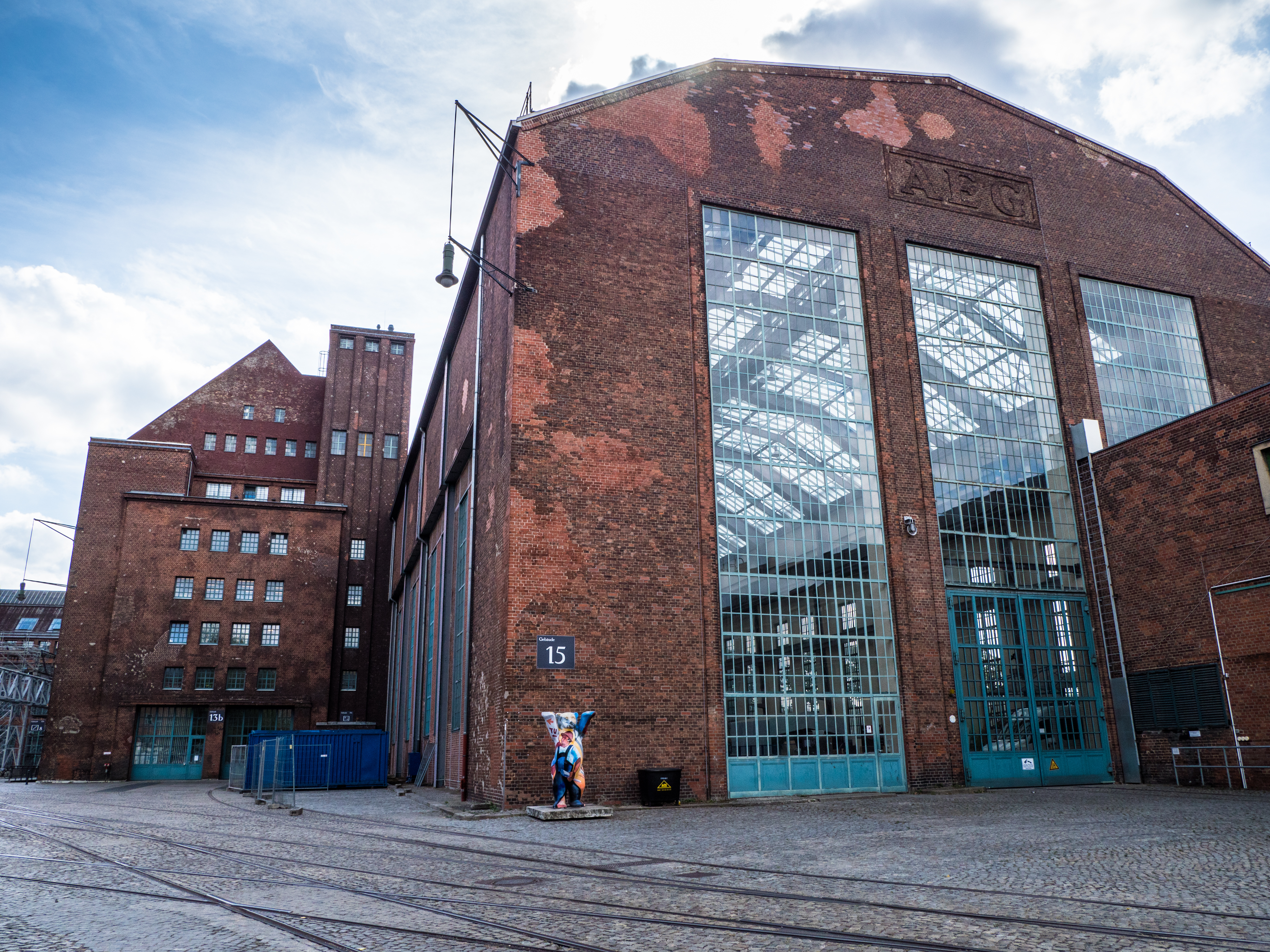
Großmaschinenfabrik II, Foto: 2018

Auf die Hochspannungsfabrik folgte 1911/12 die Großmaschinenfabrik II, die die Seite zur Hussitenstraße dominiert. Die 176 Meter lange Halle gehörte zu den größten Fabrikhallen Berlins. Architekt war Peter Behrens. 1928 verlängerte Ernst Ziesel die Halle um vier Achsen bis zur Voltastraße.
Parallel baute die AEG von 1911 bis 1912 an der Voltastraße eine neue Fabrik für Bahnmaterial.
1913 fertiggestellt wurde nach drei Jahren Bauzeit die Kleinmotorenfabrik. Architekt war wiederum Peter Behrens. „Mit ihrer 189 m langen Straßenfassade das anspruchsvollste und eindrucksvollste Gebäude des Fabrikgeländes“.

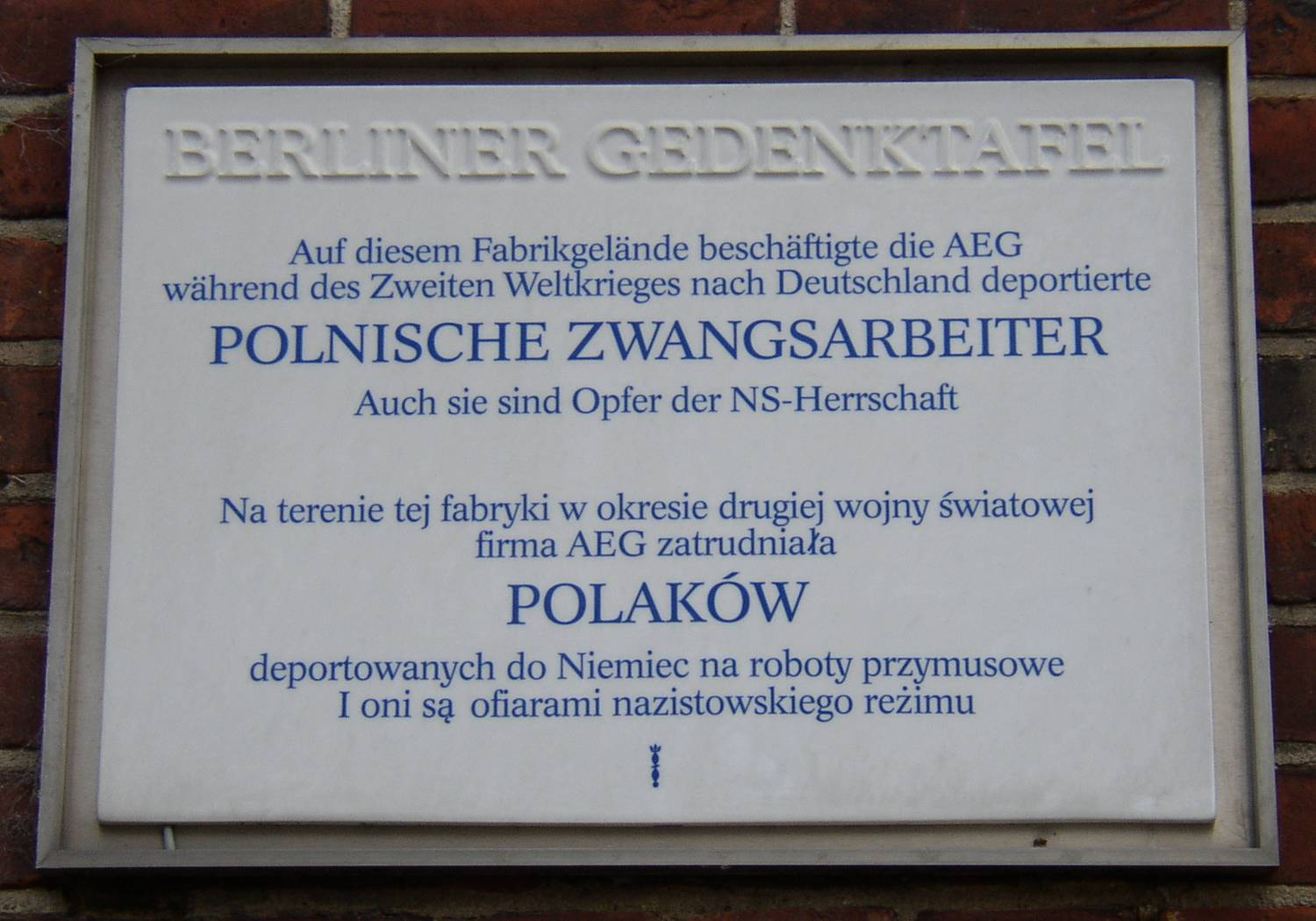
Gedenktafel für Zwangsarbeiter

Von 1906 bis 1913 riss das Unternehmen relativ frisch gebaute Miethäuser an der Voltastraße und Hussitenstraße ab, die der Ausbreitung des Werkes im Wege standen.
Bis 1913 wuchs das Gelände auf 116.000 Quadratmeter (11,6 Hektar) an. Vor dem Ersten Weltkrieg zählte das Werk Brunnenstraße 14.000 Beschäftigte.
Während des Zweiten Weltkriegs arbeiteten viele Zwangsarbeiter aus ganz Europa, darunter Polen, der Tschechoslowakei, Frankreich und Ungarn, in dem Werk. 1995 wurde eine Berliner Gedenktafel aus den Werkstätten der Porzellanmanufaktur KPM an einem der Tore der AEG angebracht.

## Investitionen in der Zeit der geteilten Stadt
Die AEG verlor durch die Aufteilung Deutschlands unter den Siegermächten in Folge des Zweiten Weltkriegs etliche große Werke, weil diese in Ost-Berlin und in der DDR standen. Nach dem Krieg baute das Unternehmen neue Fabriken in Westdeutschland auf, hielt aber gleichzeitig an den in Westberlin gelegenen Fabriken fest. In das Werk Brunnenstraße wurde umfangreich investiert, das nun Leistungstransformatoren herstellte. Am Standort Brunnenstraße arbeiteten nach dem Zweiten Weltkrieg bald wieder 6000 Menschen.
Von 1959 bis 1961 wurde ein neuer Verwaltungstrakt und ein Umformergebäude errichtet. 1965 entstand eine Gußlagerhalle und eine Versandlagerhalle für die Kleinmotorenfabrik. In die Zukunft gerichtet war 1966 der Bau einer Größtmaschinenhalle nach Plänen von Georg Schmieder. Sie galt zu ihrer Zeit als größte Halle der Branche in Europa. Sie war 175 Meter lang, 45 Meter breit und 26 Meter hoch. Hier wurden elektrische Großmaschinen (Motoren & Generatoren) mit einem Einzelgewicht von bis zu 400 Tonnen gefertigt. Zur Grundsteinlegung reiste der damalige Justizminister der USA, Robert F. Kennedy, an. Der Abriss erfolgte 1986.

## Ende des Werkes
1982 meldete die AEG Insolvenz an, 1985 kaufte Daimler-Benz den Elektrokonzern. Vom Niedergang betroffen war auch das Werk Brunnenstraße. Bereits 1978 hatte die Zählerfabrik in der nahen Ackerstraße die Produktion eingestellt. Am 12. Oktober 1982 gab die AEG vor 3000 Restbeschäftigten die Schließung des Werks Brunnenstraße im damaligen Bezirk Wedding bekannt. Proteste der Arbeiter und Angestellten konnten das Ende nicht aufhalten. Die Stilllegung der einzelnen Fabriken erfolgte in den Jahren 1983 und 1984. Das Land Berlin kaufte die gesamte Fläche. Die Fabriken auf dem östlichen Teil des Werksgeländes wurden abgerissen. Die heute noch erhaltenen Fabriken auf dem westlichen Teil wurden zunächst vom Berliner Innovations-Gründungszentrum BIG übernommen. Der Denkmalschutz wurde 1986 beschlossen. Von 1984 bis 1987 baute der Computerhersteller Nixdorf eine Fabrik, die heute an den kupferfarbenen Spiegelfenstern gut zu erkennen ist. Aktuell mieten die Technische Universität und das Fraunhofer-Institut für Zuverlässigkeit und Mikrointegration große Teile des ehemaligen Werkes. Die Deutsche Welle sendet von einem neu erbauten Hochhaus auf dem Gelände aus. Der Senat fördert die Entwicklung des Standortes über den Technologiepark Humboldthain (TPH).
2018 und 2019 erwarb das Immobilienunternehmen Coros (zum damaligen Zeitpunkt noch unter dem Namen Commodus) 65.000 m² Grundstück und zwei Gebäudeteile des ehemaligen Werkes. Dieser Teil des Geländes firmiert seither unter dem Namen „Quartier am Humboldthain (QAH)“. Laut des Investors soll dort „ein gewerblich geprägtes, lebendiges und urbanes Quartier“ entstehen. Dabei werden im Rahmen einer offenen Projektentwicklung Fachöffentlichkeit und Bürger aktiv in den Entwicklungsprozess eingebunden, um im Konsens ein tragfähiges Nutzungskonzept zu finden. Die Fertigstellung des Quartiers in den städtebaulichen Grundzügen wird für das Jahr 2028 angestrebt.